# Церковь Святого Николая (Брашов)
Церковь Святого Николая (рум. Biserica Sfântul Nicolae) — расположена в квартале Шкеи в Брашове (Трансильвания, ныне центр одноименного жудеца, Румыния) Сибиуской архиепископии Румынской Православной Церкви.
Церковь была построена в 1292 году, она упоминается в булле папы Бонифация IX от 1399 года. В 1495 году местные жители отстроили церковь в камне при поддержке господаря Валахии Влада IV, сына Влада Дракулы.
В XVIII веке за счет пожертвований русской императрицы Елизаветы Петровны к церкви была пристроена башня с часами, а также часовня и притвор. Многие государи жертвовали на строительство церкви, среди прочих — императрица России Екатерина II. Она прислала церкви Св. Николая дорогие подарки — золотые и серебряные предметы религиозного культа, иконы, церковные книги, деньги.
Первоначально построенная в готическом стиле, церковь была перестроена в стиле барокко.
Иконостас декорирован в брынковянском стиле. В церкви сохранились фрески кисти известного художника Мишу Поппа.
Рядом с церковью Св. Николая находится первая румынская школа, основанная в 1583 году протопопом Михаем — он же встречает Михая Храброго у ворот Брашова (есть роспись у входа в церковь). Неподалёку расположен памятник румынскому первопечатнику дьякону Кореси. Служившие в церкви священники способствовали развитию румынской культуры и литературного языка. Здесь были напечатаны первые книги на румынском языке, копировались рукописи, увидела свет первая Грамматика румынского языка (1757).
В церкви Св. Николая хранится богатая библиотека, а также тысячи документов, письма.
Николае Титулеску — пламенный борец за единство румынского народа, дипломат, политик, в разное время он занимал посты премьер-министра Румынии, министра иностранных дел, дважды был президентом Генеральной Ассамблеи Лиги Наций, — в своем завещании выразил желание быть похороненным в Брашове и был погребен рядом с церковью.
В условиях привилегированного положения католицизма, а затем и протестантских конфессий (кальвинизма и лютеранства) в Трансильванском воеводстве (в составе Венгерского королевства) и впоследствии княжестве (зависимом от Османской Порты, позже в составе монархии Габсбургов), Церковь Святого Николая на протяжении всего периода своего существования являлась для румынского населения Трансильвании оплотом православия. Пользуясь поддержкой со стороны господарей православных Валашского и Молдавского княжеств, Церковь Святого Николая стала также важным центром просвещения, имела школу и типографию, деятельность которых простиралась далеко за пределы региона.
В древности район Шкеи находился за крепостными стенами Брашова. Этимология его названия (от лат. sclavius — славянин) связана, видимо, с осевшими здесь южнославянскими переселенцами. В исторических записях священника Николая Грида 1392-й год указывается как год прибытия в этот регион болгар (Mușlea, 1931, стр. 343). Ряд аналогичных названий зафиксирован и в других регионах Румынии (например, сел. Шкеи на р. Сирет, крепость Шкеи близ Сучавы (ныне в черте города) и др.). В источниках этот район также назван Болгарсег, хотя здесь проживало в основном румынское население.
Престол Церкви Святого Николая был основан, очевидно, в конце XIII века. В поздних летописях указан 1292 год. Первое упоминание о церкви относится к 15 декабря 1399 года и содержится в булле Римского папы Бонифация IX (1389—1404), призывающей к обращению в католичество православных. Скудость сведений о епархиальном устройстве Трансильванской митрополии Константинопольского Патриархата до последней трети XV века не позволяет чётко определить, к какой епархии она принадлежала. Сохранилось недатированное послание митрополита Фелякского Даниила (конец XV века) главе Брашова Петру Урсу и 12 городским магистратам, в котором митрополит просил их содействовать сбору в пользу митрополии по 3 дуката с христиан «нашего греческого закона», которые жили в невенчанном браке и были переписаны священником Николаем из Церкви Святого Николая (Păcurariu, IBOR, 2004, том 1, стр. 265).
Школа
Дата основания неизвестна. Впервые упоминается в источниках в 1495 г. вместе со сведениями о строительстве новой церкви. Первоначально здесь изучали церковнославянский язык, письмо и чтение. В 1559 г. состоялся переход на обучение на румынском языке. В эпилоге Октоиха, переписанного диаконом Опрей в 1570 г., отмечалось, что образование в школе было 2-уровневым: начальный, краткосрочный, и углубленный, для будущих учителей и священников, на котором кроме славянского преподавались также греческий язык и латынь (Surdu. 2011. P. 5). Сохранились рукописи XV в. (Гомилиарий, Молитвослов, Лествица, Октоих, Псалтирь и Часослов), которые использовались в школе в качестве учебных материалов. В 1595—1597 гг. на средства, выделенные молдавским господарем Ароном Тираном (1592—1595), протоиерей Михаил построил новую каменную школу при церкви. В 1760 г. был надстроен 2-й этаж. В официальных актах 1770 г. было отмечено, что в школе Церкви Святого Николая обучение было уже 3-уровневым: элементарный уровень («тривиальная школа»), подготовительный для поступления в гимназию и «нормальная, капитальная школа» для учителей (Там же). Клир Церкви Святого Николая отличался более высоким уровнем образования в сравнении с другими трансильванскими священно- и церковнослужителями, нередко в школе Церкви Святого Николая обучались представители других областей Трансильвании, а также Валахии и Молдавии.
Школу закрыли после 1850 г., когда была основана румынская православная гимназия в Брашове, в 1855 г. ставшая самым известным в Трансильвании лицеем им. святителя Андрея (Шагуны). В старом здании школы, во дворе Церкви Святого Николая, функционирует музей.
Типография
В 1556 г. в Брашове печатник из Тырговиште (Валахия) диакон Кореси издал Октоих на церковнославянском языке. В 1559 г. он окончательно переехал в Брашов и основал при Церкви Святого Николая типографию. Его деятельность нашла поддержку саского магистрата — саские лютеране видели в этом выгодное для себя предприятие, так как в Брашове функционировала фабрика по производству бумаги. Например, глава магистрата Л. Хиршер финансово обеспечил издание в типографии Церкви Святого Николая Учительного Евангелия (несмотря на то что в предисловии присутствовали антилютеранские сентенции) и в 1582 г. с удовлетворением писал, что книга очень хорошо продается в Молдавском и Валашском княжествах (Pă- curariu. IBOR. 2004. Vol. 1. P. 478—479).
В 1560—1561 гг. в типографии Церкви Святого Николая вышла 1-я книга — Четвероевангелие на румынском языке (были использованы переводы, сделанные в свое время священниками Церкви Святого Николая), в эпилоге которого отмечалось, что издание было осуществлено на средства Х. Бенкнера, а типографские работы выполнили «дьякон Кореси от Тырговиште и Тудор дьяк». Учитывая не очень высокий уровень продаж этого издания, в частности в Молдавском и Валашском княжествах, где традиция славянских текстов была особенно сильна, Бенкнер добился в 1562 г. издания в типографии Н. с. ц. Четвероевангелия на церковнославянском языке. Ок. 1561 г. диакон Кореси выпустил на румынском языке «Правила Святых Отцов» (сохранилась фрагментарно), представлявшие собой перевод с церковнославянского издания и основанные на Номоканоне патриарха Иоанна Постника. В это же время диакон Кореси издал брошюру катехизического характера (из 14 сохр. 11 листов, без начала и окончания), в которой заметно влияние лютеранства: сложно определить, было ли это результатом недостатка богословского образования диакона Кореси или уступкой Бенкнеру. После кончины Бенкнера диакон Кореси вступил в сотрудничество с венгерским нобилем Ф. Миклошем. В 1567 г. на румынском языке в одном томе были изданы «Толкования на Евангелия», содержащие смешение православного и кальвинистского учений, и сборник кальвинистских песнопений и служб. По мнению исследователей, «Толкования…» были переведены с славянского языка (сохр. 2 славянских варианта «Толкований…»: «Постилла» (от лат. post illa — «после сих»: проповедь, толкование на Евангелие или Апостол) из Теково и «Постилла» из Нягово) (Păcurariu. IBOR. 2004. Vol. 1. P. 481). Основой 2-й части книги стали богослужебные тексты из публикации кальвинистского проповедника Г. Хелтаи (изд. в Клуже в 1559) и песнопения из «Книги песней» венгерского кальвинистского пастыря С. Гергея (изд. в 1562). В 1566 г. диакон Кореси издал на румынском языке Апостол.
В течение ряда лет диакон Кореси выпускал книги в основном на церковнославянском языке, имевшие спрос в Валашском и Молдавском княжествах:
- Служебник (1568)
- Праздничная Минея в 2 ч. (1569)
- Октоих в 2 ч. (1574, 1575), 3 издания
- Псалтири (1573, 1576, 1577)
- Триодь (1578), 2 издания
- Четвероевангелия (1579, 1583)

В 1577 г. была выпущена славяно-румынская Псалтирь. В эпилогах к большинству изданий были упомянуты валашские господари и Унгро-Влахийские митрополиты (Păcurariu. IBOR. 2004. Vol. 1. P. 481—482).
В этот же период на румынском языке вышли Псалтирь и Служебник (1570), Учительное Евангелие (1580—1581). Для издания Псалтири был использован старый румынский перевод, сохранившийся в рукописях (Шкейская Псалтирь, Воронецкая Псалтирь, Псалтирь Хурмузаки). Служебник, включивший только литургию святителя Иоанна Златоуста, был выпущен в 1-м переводе на румынский язык, осуществленном, очевидно, священниками Церкви Святого Николая на основе церковнославянского варианта, отличного от изданного иеромонахом Макарием в 1508 г. в Тырговиште. Учительное Евангелие, как следует из введения, было издано на средства главы Брашова Л. Хиршера при помощи священников Церкви Святого Николая Яне (Иоанна) и Михая (Михаила?). Перевод был выполнен с издания Фёдорова Ивана в Заблудове (1569), которое в свою очередь опиралось на более ранние переводы греческих гомилий, составленных в основном Константинопольским патриархом Иоанном XIV Калекой (1334—1347). Полный перечень изданий диакона Кореси не установлен. Его труды продолжили ученики, в том числе сын Шербан, который в 1588 г. при помощи священника Михая из Церкви Святого Николая выпустил Служебник (Păcurariu. IBOR. 2004. Vol. 1. P. 483).
Архитектура
В результате археологических раскопок, предпринятых в 1969—1974 гг. и в 1975 г. разными экспедициями, были установлены основные этапы строительства Церкви Святого Николая В конце XIV в. на этом месте находилась деревянная церковь — видимо, именно она упоминается в папской булле 1399 г. Однонефное строение небольших размеров (около 5×4 м) в восточной части имело апсиду радиусом 2 м. Деревянная конструкция опиралась на каменные фундамент и цоколь. Около 1440—1444 гг. над разобранной деревянной церковью была воздвигнута каменная, более обширная (7,5×5,4 м), в традициях готической архитектуры, также однонефная, с 4-гранной апсидой. Около 1450 г. был пристроен асимметричный притвор с контрфорсами, расположенными с южной и северной сторон. До 1495 г. при содействии валашского господаря Влада IV Монаха (Кэлугэрула) церковь перестроили. Работы были продолжены после 1512 г. (возможно, при содействии валашского господаря святого Нягое Басараба, о чем говорят поздние источники): церковь была расширена за счет величины стен предыдущей, поскольку новое строение фактически огибало по периметру старое, с той лишь разницей, что на 3 углах 4-гранной апсиды появились наклонные контрфорсы, притвор был значительно удлинен в западном направлении. В притворе возле восточной стены был обнаружен фундамент 2 столбов; это позволило предположить, что в то время над этим местом была сооружена колокольня. Ок. 1584 г. при содействии валашского господаря Петру III Церцела (Серьги) (1583—1585) церковь была вновь значительно удлинена в западном направлении, она стала 3-нефной, с 2 рядами столбов (по 4 в каждом); также к северной стене был пристроен небольшой придел (Moisescu. 2001. Р. 181). На средства молдавского господаря Арона Тирана в 1595 г. над притвором была построена башня-колокольня. В 1651 г. в башне был устроен придел во имя святого Иоанна Предтечи. В данном виде церковь просуществовала до начала. 30-х гг. XVIII в. В 1733—1734 гг. священник Раду Темпя II, использовав средства, выделенные Анкуцией, дочерью валашского господаря мученика Константина Брынковяну, пристроил к северному фасаду Благовещенский придел. В 1740 г. церковь была удлинена в восточном направлении, на месте алтарной апсиды появился дополнительный 3-конховый неф, увенчанный главой, опирающейся на 2-ступенчатые арки. Так же как и боковые, центральная апсида приобрела полукруглое очертание. Между северной и центральной апсидами был пристроен жертвенник. В 1750—1752 гг. стараниями протоиерея Раду Темпя III к южному фасаду был пристроен придел в честь Вознесения Господня. В 40-х гг. XX в. в западной части храма появился балкон для певчих (кафас), установлены новые входные врата и кресла на клиросах — скульптурные работы по дереву выполнил мастер Моисей Шкьопул (Хромой) из Рупя.

## Фотографии

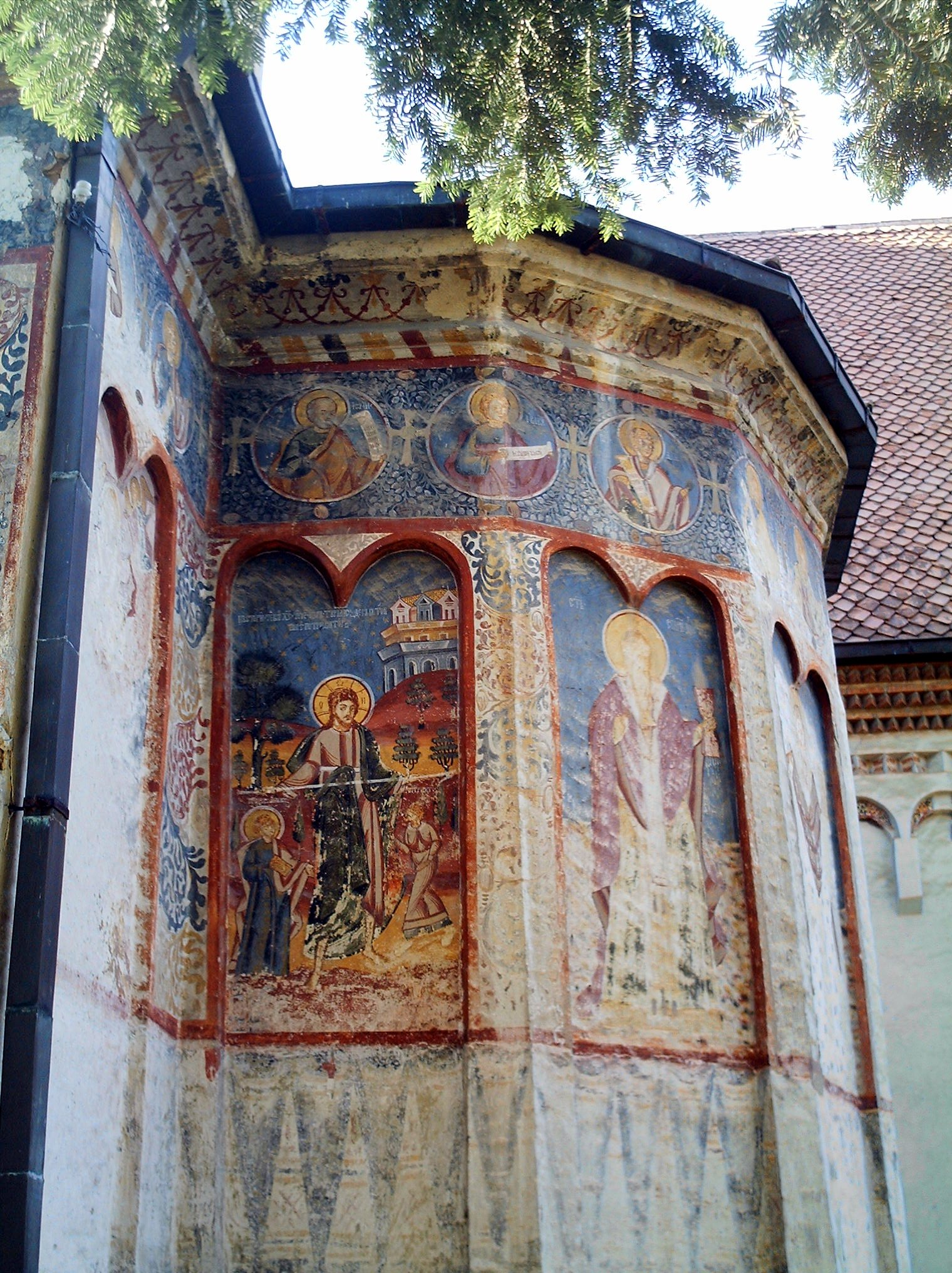
Наружная роспись стен
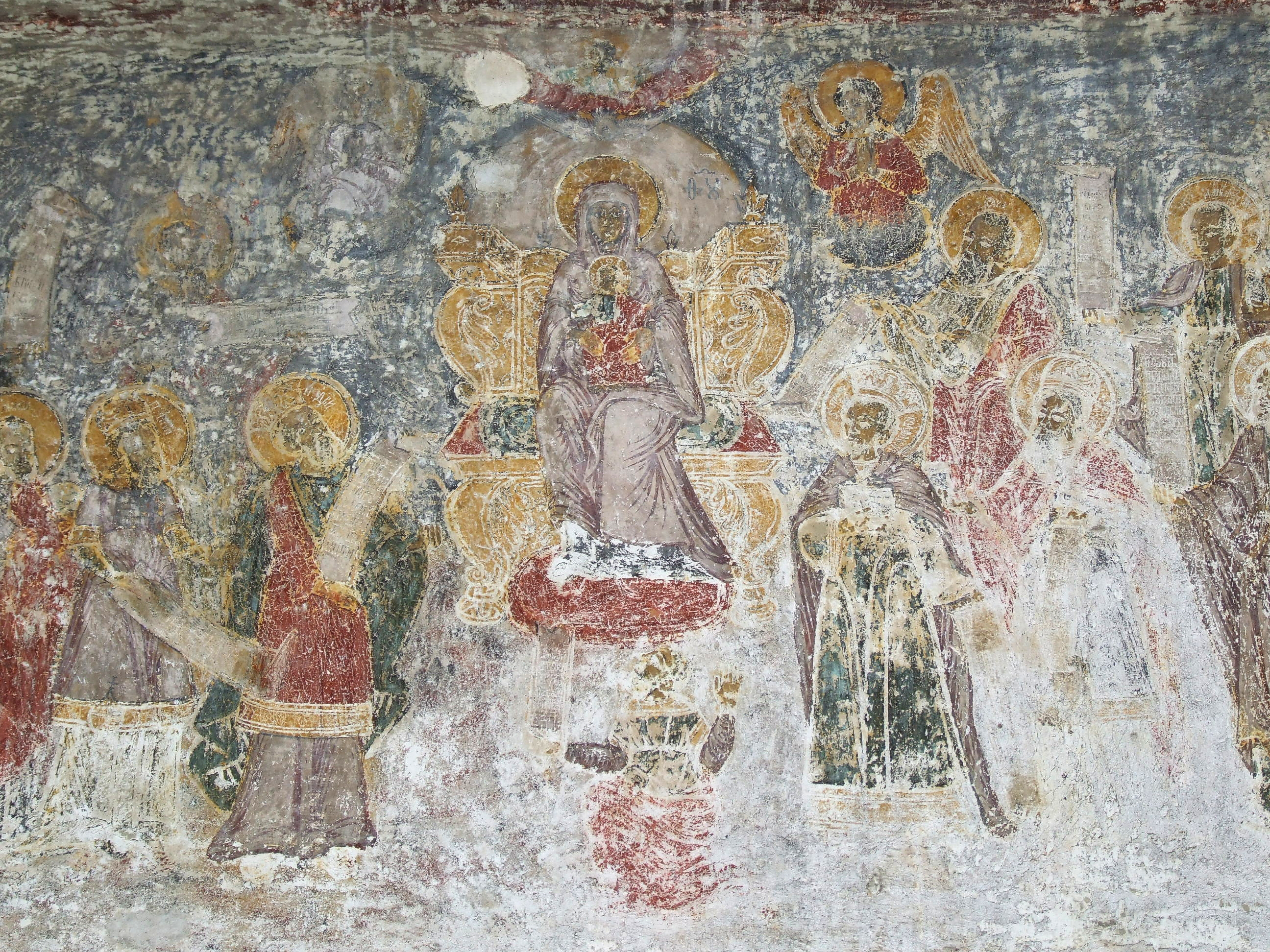
Фреска в храме
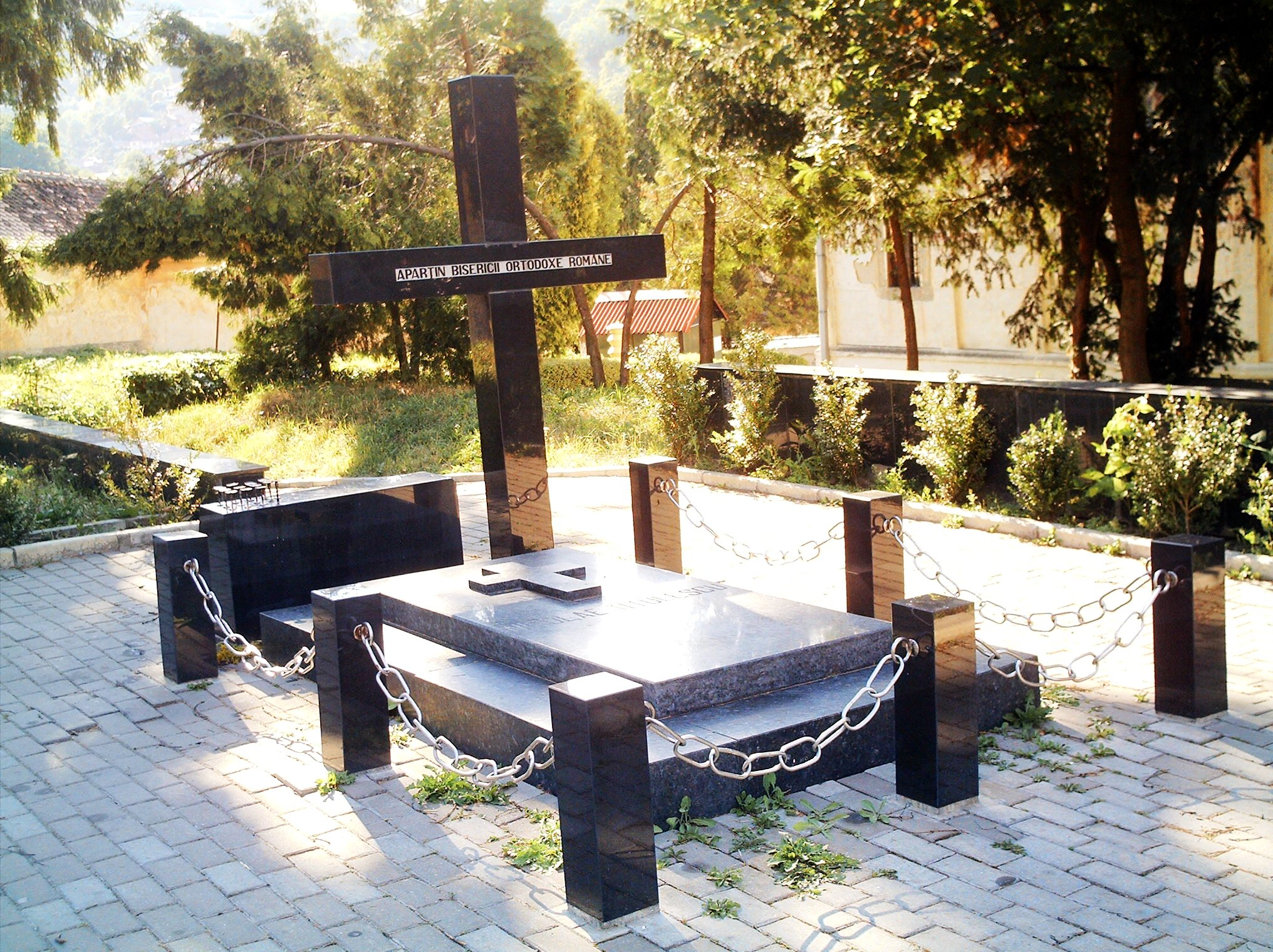
Могила Николае Титулеску